# Comparatiste
Un comparatiste est un spécialiste d'une science étudiée selon la méthode comparative, spécialiste de la littérature comparée, de la mythologie comparée, de l'histoire comparée, de la grammaire comparée, de la religion comparée ou encore du droit comparé.

## Précurseurs
C'est Émile Durkheim, qui fit du comparatisme l'habile substitut de l'expérimentation directe. Devenue indispensable pour approcher la chose politique, la politique comparée est apparue dérivée autour des années 1950 sous l'impulsion de jeunes chercheurs comme David Easton ou Roy C. Macridis. Dans le monde francophone, des précurseurs du comparatisme contemporain contribuèrent vivement à la quête d'indépendance de l'entreprise par la science politique et par d'autres disciplines des sciences sociales, notamment Bertrand Badie, Guy Hermet, ou Daniel-Louis Seiler.